# Lizzi Waldmüller
Lizzi Waldmüller (Knittelfeld, Estiria, 25 de mayo de 1904 - Viena, 8 de abril de 1945) fue una actriz y cantante austríaca consagrada en la película Bel Ami  de Willi Forst en 1939.
Debutó en Innsbruck en 1920 con éxitos en Graz, Viena y Alemania donde fue conocida por la canción Ich bin die Frau, von der man spricht.
Trabajó en películas junto a Heinz Rühmann, Hans Albert y Max Hansen, con quien se casó en 1938. 
Murió durante un bombardeo en Viena un mes antes de finalizar la Segunda Guerra Mundial. 

## Filmografía
- 1931: Die spanische Fliege

- 1932: Strafsache van Geldern (Case Van Geldern)

- 1932: Liebe auf den ersten Ton (Love at First Sight)

- 1933: Lachende Erben (Laughing Heirs or The Merry Heirs)

- 1934: Peer Gynt

- 1936: Rendezvous im Paradies

- 1939: Bel Ami

- 1940: Traummusik[2]

- 1940: Casanova heiratet

- 1940: Ritorno (Musica di sogno)

- 1941: Frau Luna (Mistress Moon)[3]

- 1941: Alles für Gloria

- 1942: Eine Nacht in Venedig (The Night in Venice)

- 1943: Ein Walzer mit Dir

- 1943: Liebeskomödie

- 1944: Es lebe die Liebe

- 1945: Ein Mann wie Maximilian